# トゥリアサウルス
トゥリアサウルス（Turiasaurus　テルエルのトカゲの意味）は竜脚類恐竜の属の一つである。現在までのところスペインのジュラ紀-白亜紀境界付近である1億4000万年前の地層から発見された単一の化石標本に基づく種T. riodevensis のみが知られる。

## 特徴

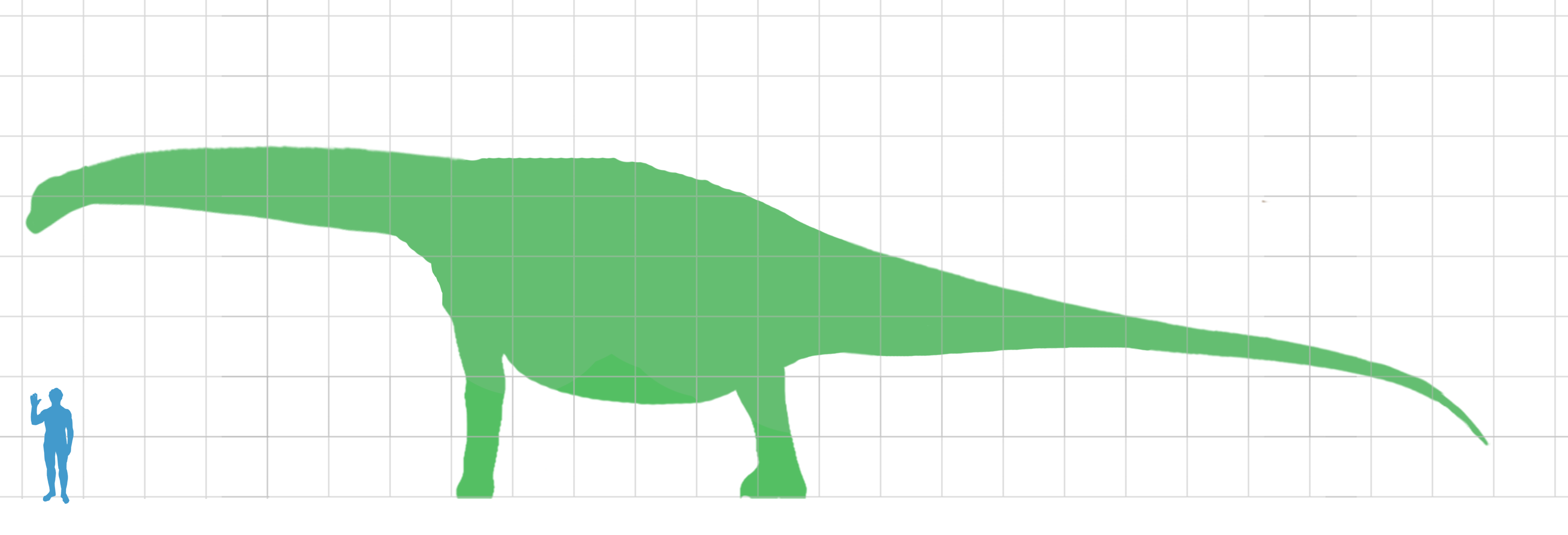
ヒトとの大きさ比較

トゥリアサウルスは現在までにヨーロッパで発見されている中では最大の恐竜であると考えられている。発見当初は体長が35-39 m、体重は40-48tで成体のゾウの6、7倍に匹敵するとされた。最近の推定では体長は30 m程度だが体重は50tに達するとされる。頭骨は70 cmとあまり大きくなく、古生物学者Luis Alcaláはこれはあまり大きな頭を首で支えられないためとしている。
系統解析の結果からトゥリアサウルスは新竜脚類の外側に位置づけられ、ロシラサウルス、ガルヴェオサウルスとともに新たなクレードであるトゥリアサウリアを形成していることが分った。

## 研究史

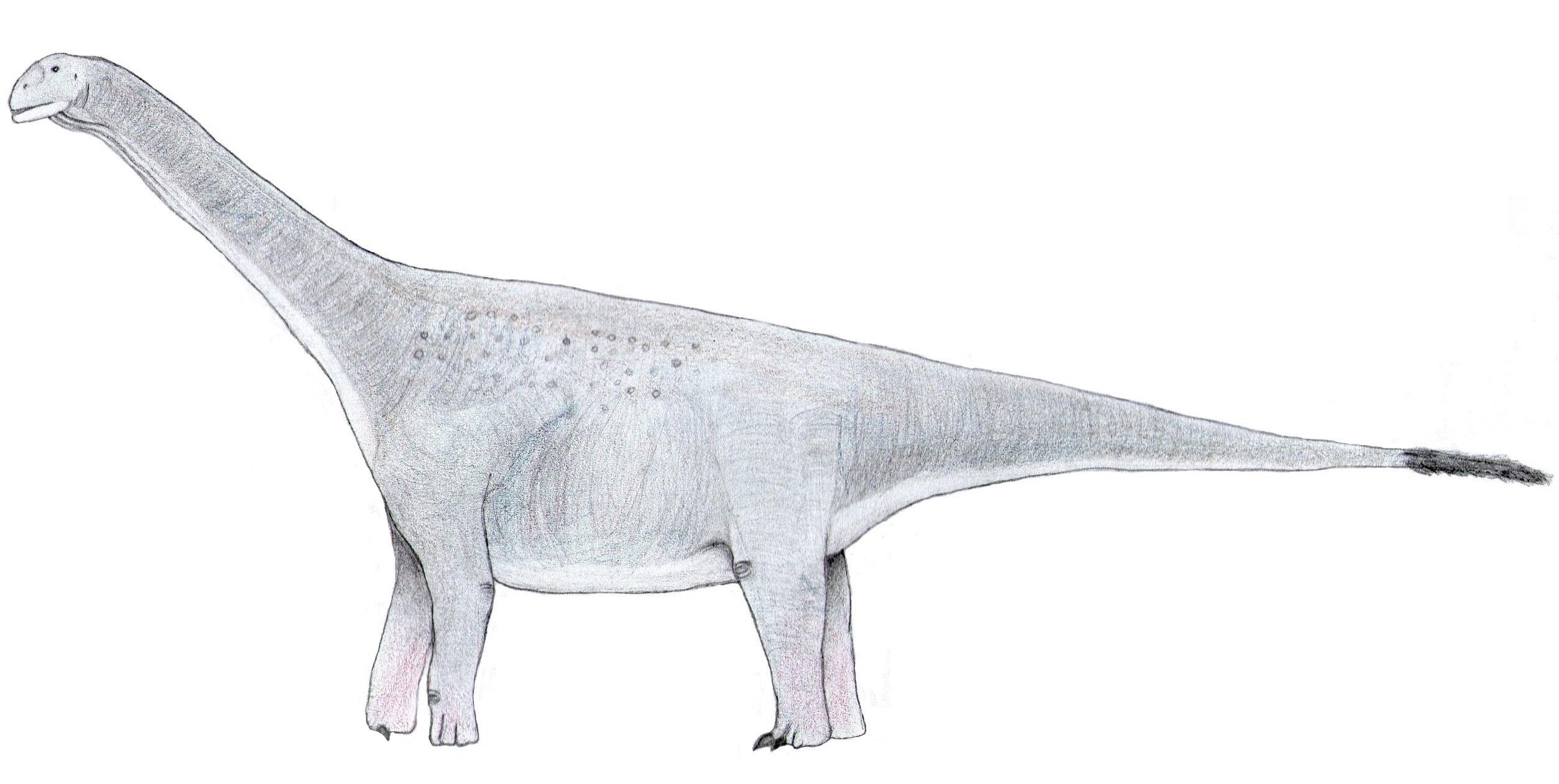
生態復元図

スペイン東部テルエル県のリオデバにあるビジャール・デル・アルソビスポ層の陸成堆積物から部分骨格が発見されている。この標本には関節状態の左前肢（ホロタイプ）、頭骨の断片、歯、椎骨、肋骨が含まれる。また、四肢の化石がポルトガルでも見つかっている。これらの化石はかつて非公式に "Riodevasaurus"という裸名で呼ばれていた.。タイプ種 T. riodevensis はRoyo-Torres, Cobos および Alcalaにより2006年に正式に記載された。2010年代初めにマドリード東部で行われた発掘調査により最も完全な化石が発掘されている。

## 参照
1. 1 2 3  Royo-Torres, R., Cobos, A., and Alcalá, L. (2006). "A Giant European Dinosaur and a New Sauropod Clade." Science 314: 1925-1927.
2. ↑  Paul, G.S., 2010, The Princeton Field Guide to Dinosaurs, Princeton University Press.
3. ↑  “El Turiasaurus”. El Mundo. (2012年)
4. ↑  Mateus, O. (2009). The sauropod Turiasaurus riodevensis in the Late Jurassic of Portugal. Journal of vertebrate Paleontology, 29.
5. ↑  Tweet, J. N.d. Eusauropoda Archived 2009年4月25日, at the Wayback Machine. Retrieved 2012-12-31.
6. ↑  “Největší dinosaurus moc nemyslel, zato pořádně jedl”. excavations.   seznam. 2012年4月21日閲覧。